# Équipe du Danemark de hockey sur gazon
L'équipe du Danemark de hockey sur gazon est la sélection des meilleurs joueurs danois de hockey sur gazon.

## Palmarès
| Jeux olympiques - 1920 : 2e - 1928 : 5e - 1936 : 10e - 1948 : 5e - 1960 : 16e |  | Championnat d'Europe - 1970 : 18e - 1974 : 14e |